# PH-prisen
PH-prisen blev stiftet i 1967 af PH-fondet ved Inger Henningsen og firmaet Louis Poulsen & Co.
Prisen blev uddelt hvert år 9. september på Poul Henningsens fødselsdag.
Prisen blev givet til personer eller institutioner, der især ydede en indsats inden for områder, som lå PH nært på sinde fx arkitektur, kunst, kunstindustri, teater og musik.
Prisen blev sidst uddelt i 1987.

## Prismodtagere
Denne liste er ufuldstændig; hjælp gerne med at udfylde den.
- 1967: Jens Branner, Bernhard Christensen, Carl Madsen, Helle Munch-Petersen, Lis Møller, Verner Panton, Arne Skovhus[1]
- 1968: Elsa Gress, Astrid Gøssel, Svend Heinild, Svend Johansen, C.C. Kragh-Müller, Rosa Krotoschinsky
- 1969: Leif Blædel, Joachim Israel, Henrik Sidenius, Inge Hegeler og Sten Hegeler, Mogens Voltelen (15.000 kr. til hver)[2]
- 1970: Anker Jørgensen, Sara Lidman, Erik Nørgaard,[3] Sofie Rifbjerg, Sofiegården, (Ejler Jørgensen), Jørgen Green, socialrådgiver[4]
- 1971: NOAH-planlægningsgruppen, Carl Scharnberg, Otto Sigvaldi, Lena Vedel-Petersen, Forbrugerrådets blad Tænk
- 1972: Steen Albrectsen, Kate Fleron, Magnus Johansson, Tage Voss
- 1973: Viggo Clausen, Marianne Giese, Halfdan Rasmussen, Rødstrømperne i Århus og København (20.000 til hver by)
- 1974: Arbejdsmedicinsk Forskningsgruppe i København og Århus, Bente Hansen, Poul Martinsen, Preben Wilmann
- 1975: Adrian Bentzon, Suzanne Brøgger og Jesper Klein (20.000 kr. til hver) samt Mette Knudsen, Elisabeth Rygaard og Li Vilstrup (20.000 kr. til deling for filmen Ta' det som en mand, frue)
- 1976: Fristaden Christiania (20.000 til deling mellem arkitekten Per Løvetand og arbejdet for narkomaner). "Den rejsende Højskole" og "Det nødvendige Seminarium" (Tvind), Uffe Geertsen og Oplysning om Atomkraft (v/ Siegfred Christiansen), John Mølgaard (SiD), Jytte Abildstrøm (i alt 100.000 kr. uddeles)
- 1977: Ernst H. Larsen, Hanne Reintoft, Montmartre v/ Kay Sørensen og Jørgen Vedel-Petersen (15.000 kr. hver)
- 1978: Ole Lange og Torgny Møller, Eric Danielsen, Rasmus Lyberth, Clausen og Petersen (Erik Clausen og Leif Sylvester Petersen).[5]
- 1979: Brugsen, Thad Jones, Villo Sigurdsson, Jesper Jensen, Klaus Rifbjerg
- 1980: Mikael Witte, Tine Bryld, Gretelise Holm, Henrik Sten Møller samt beboerhuset Folkets Hus på Nørrebro i København (Jan Schultz-Lorentzen)
- 1981: Fools-festivalen, Nej til Atomvåben, Morten Bo, Aage Büchert, Arnvid Meyer (Det danske Jazzcenter)
- 1982: Preben Wilhjelm, initiativtagerne til "Karneval i Maj", Amnesty Internationals danske afdeling, Bo Bojesen, Helle Gotved, Ove Sprogøe, Københavns Kommune til et ungdomshus[6]
- 1983: Ikke uddelt
- 1984: Benny Andersen, Sten Baadsgaard og Jørgen Pedersen, Galebevægelsen, Rudolf Broby-Johansen
- 1985: Greenpeace, Preben Møller Hansen, Jesper Hoffmeyer, Kirsten Thorup
- 1986: Anne-Marie Steen Petersen, Allan de Waal
- 1987: Niels Barfoed, Carsten Jensen, Erik Knudsen, Brian Patrick McGuire (for "sit arbejde i at bistå asylsøgere og flygtninge i Danmark"), Mål & Mæle (redigeret af Carsten Elbro, Erik Hansen og Ole Togeby), Lone de Neergaard, Villy Sørensen (10 portioner på 6.000 hver)